# 连山耳草
连山耳草（学名：Hedyotis lianshaniensis）为茜草科耳草属下的一个种。

## 扩展阅读
- 維基物種上的相關：连山耳草